# Marquesado de Gaver
El Marquesado de Gaver es un título nobiliario español creado por el archiduque Carlos de Austria (reconocido por los austracistas y los países de la Gran Alianza de La Haya como rey Carlos III de España) en 1710, a favor de Pedro de Montaner y de Ramón, señor de Gaver.
La denominación del título hace referencia al señorío de Gaver, del cual era titular. Gaver (en catalán Gàver) es actualmente una entidad de población perteneciente al municipio de Estarás, provincia de Lérida.

## Situación jurídica del título
Con la firma del Tratado de Viena (1725) el rey Felipe V de España y su rival al trono el emperador Carlos VI se obligaban a reconocer mutuamente los títulos otorgados hasta la firma del tratado. Mientras la mayor parte de los austracistas o sus sucesores juraron lealtad a los reyes de España y les fueron reconocidos los Títulos otorgados por el archiduque Carlos como rey de España al solicitarlo expresamente, sin embargo, ni el titular del marquesado de Gaver ni sus descendientes solicitaron tal reconocimiento. 
A pesar de que el Tratado de Viena no establecía un periodo de tiempo de vigencia para hacer efectivo el reconocimiento de los títulos austracistas pudiendo interpretarse que el reconocimiento puede hacerse en cualquier momento —postura que defiende Armand de Fluvià—, no obstante, el tratado sí los hace equiparables al resto de títulos españoles y por tanto, no están sujetos a una situación de privilegio respecto a la potestad reglamentaria del Gobierno sino que la equiparación del título trae como consecuencia la común regulación jurídica, por lo que siguen las mismas normas de sucesión y rehabilitación que el resto de títulos nobiliarios, ya que hay que distinguir la existencia de la merced nobiliaria respecto de los requisitos formales, que son de aplicación común a cualquier título.
De esta forma el Real Decreto de 27 de mayo de 1912 y la Real Orden de 29 de mayo de 1915 produjeron una caducidad en todos los títulos no ocupados y sin titular antes del 28 de mayo de 1912. La modificación del Real Decreto 222/1988 de 11 de marzo estipuló que los títulos caducados no podrían rehabilitarse en caso de que hayan permanecido así durante cuarenta años o el solicitante tenga respecto del último poseedor un grado de parentesco que supere el sexto grado civil, con lo cual la situación general de título de marqués de Gaver es la de "caducado" al no haberse reconocido en su momento y no poder ser rehabilitado al no cumplir con los requisitos del Real Decreto de 1988, por ellos no está "vacante", ya que esta denominación se aplica a los títulos que estando legalmente en vigor no tienen titular en ese momento, en espera de ser otorgado a quién legítimamente le corresponda.

## Armas
«Gironado: 1º y 4º, de oro, cuatro palos de gules; 3º y 4º, un monte flordelisado de oro.»

## Marqueses de Gaver
|                                                    | Titular                                            | Periodo                                            |
| Creado en 1710 por el archiduque Carlos de Austria | Creado en 1710 por el archiduque Carlos de Austria | Creado en 1710 por el archiduque Carlos de Austria |
| -------------------------------------------------- | -------------------------------------------------- | -------------------------------------------------- |
| I                                                  | Pedro de Montaner y de Ramón                       | 1710-?                                             |

## Historia de los marqueses de Gaver
- Hipólito de Montaner, señor de Santa María de Gaver, doctor en Derecho, miembro del Real Consejo, Real Audiencia, y Real Patrimonio de Cataluña. Asistió a Cortes en 1626.

Su hijo fue:
- Hipólito de Montaner y de Oliva, señor de Santa María de Gaver, doncel, asistió a Cortes en 1626 y 1640.

Su hijo fue:
- Pedro de Montaner y de Solanell, señor de Santa María de Gaver, doctor en Derecho, embajador del Principado ante la Corte del Rey de España, hecho noble en 1669.

Su hijo fue:
- Francisco de Montaner y de Sacosta, señor de Santa María de Gaver.

Su hijo fue:
- Baltasar de Montaner y de Ramón, señor de Santa María de Gaver, asistió a Cortes en 1701 y 1705, y a Brazos en 1713.

Su hermano fue:
- Pedro de Montaner y de Ramón, I marqués de Gaver, asistió a Cortes en 1701 y 1705.

Sin datos sobre su descendencia, ni sobre la sucesión en el título.